# جوزيف كامينغز
جوزيف كامينغز (بالإنجليزية: Joseph Cummings)‏ هو مربي أمريكي، ولد في 3 مارس 1817 في Falmouth, Maine ‏ في الولايات المتحدة، وتوفي في 7 مايو 1890 في إيفانستون في الولايات المتحدة.